# Adidas International 2004
L'Adidas International 2004 è stato un torneo di tennis giocato sul cemento.
È stata la 112ª edizione del Medibank International (o Medibank International Sydney), che fa parte della categoria International Series nell'ambito dell'ATP Tour 2004 della categoria Tier II nell'ambito del WTA Tour 2004.
Sia il torneo maschile che quello femminile si sono giocati al NSW Tennis Centre di Sydney di Australia,
dal 6 al 19 gennaio 2004.

## Campioni

### Singolare maschile
Lleyton Hewitt ha battuto in finale  Carlos Moyá, 4–3 rit.

### Doppio maschile
Jonas Björkman  /  Todd Woodbridge hanno battuto in finale  Bob Bryan  /  Mike Bryan, 7-6, 7-5.

### Singolare femminile
Justine Henin ha battuto in finale  Amélie Mauresmo, 6–4, 6–4.

### Doppio femminile
Cara Black /  Rennae Stubbs hanno battuto in finale  Dinara Safina /  Meghann Shaughnessy, 7-5, 3-6, 6-4.